# Зарні Ань
З́арні Ань (комі і рос. Зарни Ань, досл. з комі мови «Золота жінка», Золота баба) — російський музичний ансамбль, який виконує сучасну музику народу комі, штаб-квартира гурту — в столиці Республіки Комі — місті Сиктивкарі; гурт нагороджено головним призом XII Республіканського конкурсу сучасної комі пісні «Василей-2005».
Музичний колектив працює в стилі етно — музичні твори засновані на національних мотивах і темах народу комі, більш того учасники гурту ретельно добирають репертуар, намагаючись очистити твори від пізніших російських запозичень і, таким чином, якнайбільше наближаючи їх до язичницьких угро-фінських першоджерел. 

## Склад гурту
- Михайло Бурдін (рос. Михаил Бурдин) — керівник, народний артист Республіки Комі;
- Любов Бурдіна (рос. Любовь Бурдина);
- Наталя Тімушева (рос. Наталья Тимушева).

## Дискографія
- 2003 — «Зарни Ань» («Золота баба»)
- 2007 — «Ен Нырд» («Божественна гора»)